# Mario Romancini

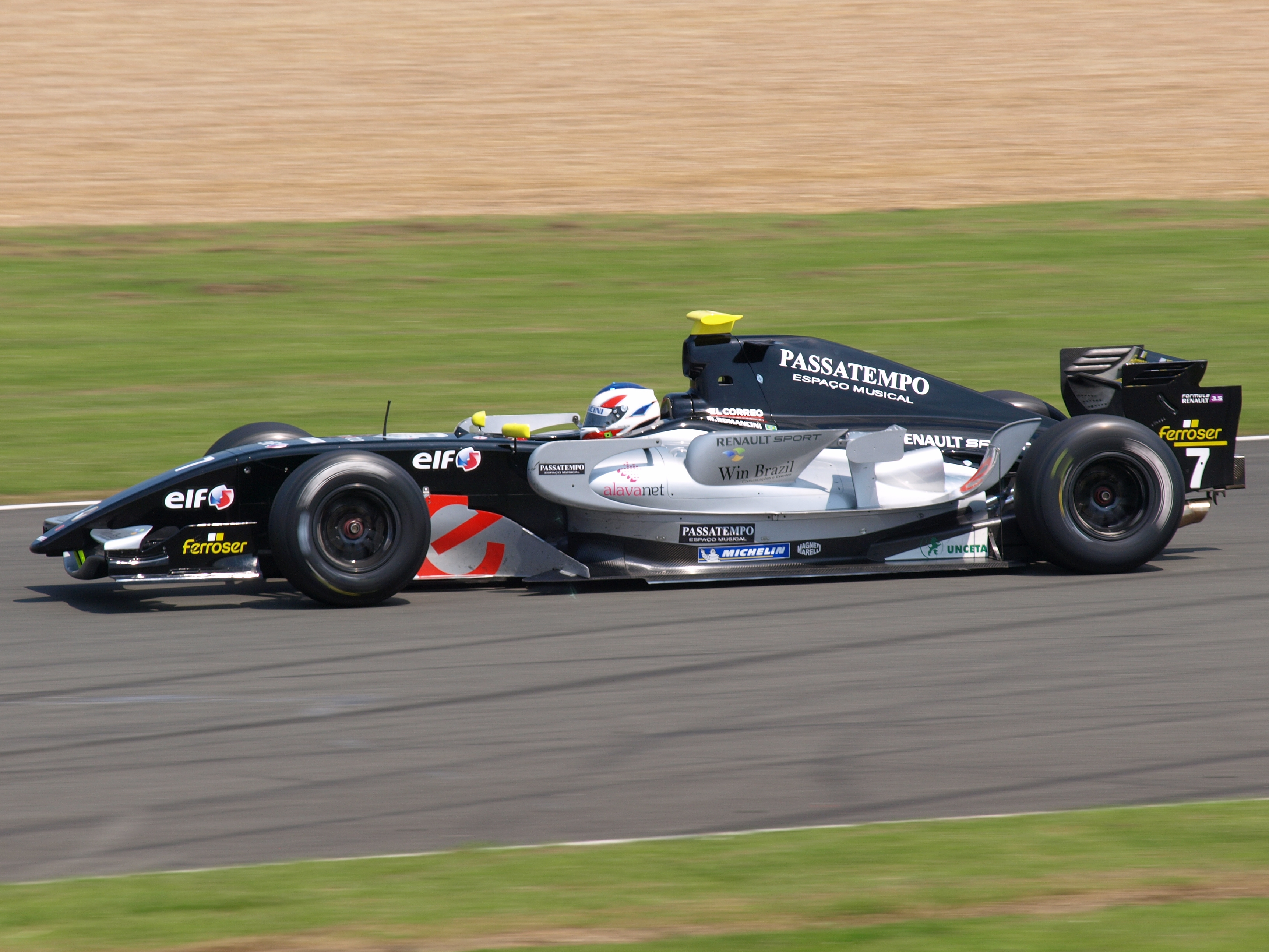
Romancini in der World Series by Renault 2008

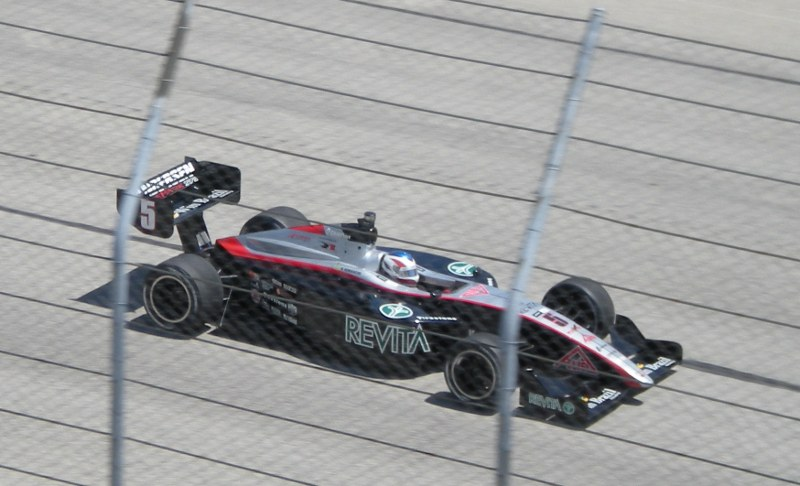
Romancini in der Indy Lights 2009

Mario Klabin Xavier Romancini (* 15. Dezember 1987 in Telêmaco Borba) ist ein ehemaliger brasilianischer Rennfahrer.

## Karriere
Romancini begann seine Motorsportkarriere 2002 im Kartsport, den er bis 2005 ausübte. 2006 wechselte er in den Formelsport und trat in der brasilianischen Formel Renault an. Er entschied ein Rennen für sich und wurde Fünfter in der Gesamtwertung. 2007 wechselte Romancini in die südamerikanische Formel-3-Meisterschaft. Für Cesário F3 startend wurde er mit zwei Siegen hinter seinem Teamkollegen Clemente de Faria jr. Vizemeister.
2008 wechselte Romancini nach Europa und nahm für Epsilon Euskadi an der World Series by Renault teil. Er konnte zweimal Punkte einfahren und wurde zwei Rennwochenenden vor Saisonende wegen finanzieller Probleme durch Filipe Albuquerque ersetzt. Im Gesamtklassement belegte er den 29. Platz. Außerdem fuhr er drei Rennen in der Stock Car Brasil. 2009 kehrte der Brasilianer nach Amerika zurück und ging in der nordamerikanischen Indy Lights für RLR/Andersen Racing an den Start. Romancini gewann zwei Oval-Rennen und belegte am Saisonende den sechsten Gesamtrang.
2010 ging Romancini für Conquest Racing in der IndyCar Series an den Start. Nach dem elften Rennen wurde er durch Francesco Dracone ersetzt. In der Gesamtwertung belegte er mit zwei 13. Plätzen als beste Resultate die 24. Position.

## Karrierestationen
- 2002–2005: Kartsport
- 2006: Brasilianische Formel Renault (Platz 5)
- 2007: Südamerikanische Formel-3-Meisterschaft (Platz 2)
- 2008: World Series by Renault (Platz 29)
- 2009: Indy Lights (Platz 6)
- 2010: IndyCar Series (Platz 24)

### Einzelergebnisse in der IndyCar Series
| Saison | Team            | 1      | 2      | 3      | 4      | 5      | 6       | 7      | 8      | 9      | 10     | 11     | 12  | 13  | 14  | 15  | 16  | 17  | Punkte | Rang |
| ------ | --------------- | ------ | ------ | ------ | ------ | ------ | ------- | ------ | ------ | ------ | ------ | ------ | --- | --- | --- | --- | --- | --- | ------ | ---- |
| 2010   | Conquest Racing | SAO 17 | STP 13 | ALA 22 | LBH 23 | KAN 22 | INDY 13 | TXS 17 | IOW 16 | WGL 22 | TOR 22 | EDM 24 | MDO | SNM | CHI | KTY | MOT | HMS | 149    | 24.  |

(Legende)